# شیخ رئوف ضیائی
محمدرئوف ضیائی یا شیخ رئوف ضیایی متخلص به عاشق (۱۲۸۸–۱۳۶۶) نویسنده، مورخ و شاعر اهل کردستان است که در سال‌های مصادف با جنگ جهانی دوم فرماندار وقت شهر سقز بود.

## زندگی‌نامه
محمد رئوف ضیائی در سال ۱۲۸۸ هجری شمسی در شهر سقز به دنیا آمد. وی فرزند حاج شیخ مصطفی نقشبندی و نوه دختری شیخ ضیاالدین از شیخ‌های بیاره و طریقت نقشبندی بود که همزمان با وقایع جنگ جهانی دوم فرماندار سقز بود. پس از پایان جنگ، به خزانه داری کل کشور منتقل شد و در آنجا مشغول به خدمت گردید. تسلط بر امورات حکومتی باعث شد که مدتی نیز مشاور شیخ محمود در اقلیم کردستان عراق باشد.
کتاب یادداشتهایی از تاریخ کردستان محمد رئوف ضیائی از جمله منابع تاریخی بوده که به جزئیات حضور نیروهای بیگانه در ایران پرداخته و شرح کاملی از وقایع منطقه در زمان جنگ جهانی دوم و حضور نیروهای روسیه، انگلیس و عثمانی در ایران داده و به نقش قشرها مختلف مردم همچون مشایخ و روحانیون در حفظ منطقه از آسیب‌های شدید جنگ پرداخته‌است و در تحقیقات مختلف تاریخی مورد استفاده محققین قرار گرفته‌است

## آثار
- کتاب «یادداشتهایی از کردستان: خاطرات شیخ رئوف ضیائی از وقایع حضور روسیه و بریتانیا و عثمانی و آشوبهای محلی.»[۹]
- دیوان شعر «سوزی نیشتمان»[۱۰]
- دیوان شعر «دوبیتی‌های عاشق سقزی»[۱۱]